# Embajada de Corea del Sur en Perú
La Embajada de la República de Corea en la República del Perú (en coreano: 주페루 대한민국 대사관) es la misión diplomática oficial de la República de Corea en Perú.
El actual embajador de Corea del Sur es Choi Jong-uk.

## Historia
Perú y Corea del Sur establecieron relaciones el 1 de abril de 1963. El embajador coreano en Brasil inicialmente fue acreditado en Perú, hasta que se abrió una embajada en Lima el 1 de agosto de 1971.
Durante el conflicto interno en Perú ésta fue atacada en dos ocasiones: una vez el 11 de septiembre de 1987 (junto con estaciones de policía y redes eléctricas) y por segunda vez el 23 de noviembre de 1988, sin éxito.
La embajada se mudó al menos dos veces, primero se encontró cerca a la avenida Javier Prado desde 1986, y luego se mudó a su ubicación actual en 2013, abriendo el 18 de noviembre.

## Lista de representantes
El embajador de Corea del Sur en Perú 주페루대한민국대사 () es el principal representante diplomático de la República de Corea acreditado en el Perú. El embajador presta servicios a la embajada en Lima.
| #  | Nombre            | Nombre | Nombramiento             |
| -- | ----------------- | ------ | ------------------------ |
| -  | Park Dong-jin     | 전상진 | 29 de agosto de 1963     |
| -  | Moon Chang-hwa    | 문창화 | 1 de agosto de 1971      |
| 1  | Sangjin Jeon      | 박동진 | 8 de marzo de 1972       |
| 2  | Kim In-kwon       | 김인권 | 3 de abril de 1975       |
| 3  | Yoon Chan         | 윤 찬  | 25 de octubre de 1979    |
| 4  | Jaehun Kim        | 김재훈 | 16 de febrero de 1986    |
| 5  | Taehyun Yoon      | 윤태현 | 15 de marzo de 1989      |
| 6  | Key-sung Cho [en] | 조기성 | 28 de marzo de 1992      |
| 7  | Lee Won-Young     | 이원영 | 26 de septiembre de 1994 |
| 8  | Jang-Hee Hong     | 홍장희 | 21 de marzo de 1997      |
| 9  | Park Hee-joo      | 박희주 | 11 de marzo de 1999      |
| 10 | Jung Jinho        | 정진호 | 27 de febrero de 2002    |
| 11 | Younghee Han      | 한영희 | 2 de marzo de 2005       |
| 12 | Byung-Gil Han     | 한병길 | 26 de junio de 2008      |
| 13 | Park Hee-kwon     | 박희권 | 16 de abril de 2011      |
| 14 | Geunho Jang       | 장근호 | 16 de mayo de 2014       |
| 15 | Junhyeok Joon     | 조준혁 | 16 de noviembre de 2017  |
| 16 | Yung-Joon Jo      | 조영준 | 15 de julio de 2020      |
| 17 | Choi Jong-uk      | 최종욱 | 13 de julio de 2023      |